# Agu-Bucht
Die Agu-Bucht ist eine Bucht an der Baffininsel im kanadischen Territorium Nunavut. Die Bucht liegt am Golf von Boothia.
Die Agu-Bucht ist 16,6 Kilometer breit und 8,3 Kilometer tief. Von der Bucht aus schneiden sich die beiden Fjorde Foss Fiord und Nyeboe Fiord ins Landesinnere der Insel. 16 Kilometer südlich der Bucht liegt die Insel Crown Prince Frederic Island.